# Meryta pachycarpa
Meryta pachycarpa är en araliaväxtart som beskrevs av Henri Ernest Baillon. Meryta pachycarpa ingår i släktet Meryta och familjen Araliaceae. Inga underarter finns listade.